# Белан, Алексей Алексеевич
Алексей Алексеевич Белан (лат. Aleksejs Belans; 27 июня 1987, Латвия) — латвийский и российский хакер. Входит в список разыскиваемых ФБР преступников.

## Биография
Судом США Алексей Белан обвиняется в получении незаконного доступа к компьютерным сетям трёх американских компаний в штатах Невада и Калифорния. В результате взломов, совершенных в 2012 и 2013 годах, хакером были похищены персональные данные сотрудников компаний, а также личная информация нескольких миллионов зарегистрированных на их сервисах пользователей. Полученные сведения позже были проданы Беланом через интернет.
Известен под псевдонимами: «Абыр Валгов», «Абырвалг», «Федюня», «Магг», «М4G», «Мой.Явик». В настоящее время цена за помощь в поимке Алексея Белана составляет 100 тысяч долларов.